# Alianza País
Alianza País — em espanhol: Alianza PAIS (Patria Altiva i Soberana, Pátria Altiva e Soberana) — é um partido político de esquerda do Equador. O partido foi dirigido pelos ex-presidentes equatorianos, Lenín Moreno, e seu antecessor, Rafael Correa.
O projeto político do partido é denominado Revolução Cidadã e se apoia em cinco eixos, todos relacionados com revoluções em vários setores políticos, econômicos e sociais, visando a integração da América Latina e procurando levar o Equador em direção ao socialismo do século XXI. O código eleitoral do PAIS é 35 e suas cores são o verde limão e o azul meia-noite. Em 2011, o partido possuía cerca de 1,5 milhão de membros.

## Resultados eleitorais

### Eleições presidenciais
| Data | Candidato     | 1ª Volta  | 1ª Volta   | 2ª Volta  | 2ª Volta   |
| Data | Candidato     | Votos     | %          | Votos     | %          |
| ---- | ------------- | --------- | ---------- | --------- | ---------- |
| 2006 | Rafael Correa | 1 246 333 | 22,8 (2.º) | 3 517 635 | 56,7 (1.º) |
| 2009 | Rafael Correa | 3 584 236 | 52,0 (1.º) |           |            |
| 2013 | Rafael Correa | 4 918 482 | 57,2 (1.º) |           |            |
| 2017 | Lenín Moreno  | 3 716 343 | 39,4 (1.º) | 5 060 424 | 51,2 (1.º) |

### Eleições legislativas
| Data | Votos      | %          | +/-  | Deputados | +/- | Status  |
| ---- | ---------- | ---------- | ---- | --------- | --- | ------- |
| 2007 | 75 998 710 | 64,5 (1.º) |      | 80 / 130  |     | Governo |
| 2009 | 27 751 651 | 43,0 (1.º) | 21,5 | 59 / 124  | 21  | Governo |
| 2013 | 45 955 995 | 52,3 (1.º) | 9,3  | 100 / 137 | 41  | Governo |
| 2017 | 40 091 544 | 39,1 (1.º) | 13,2 | 74 / 137  | 26  | Governo |